# Herstal
Herstal és un municipi belga de la província de Lieja en la regió valona situat al marge del Mosa i del canal Albert. L'any 2006, tenia 37.319 habitants.

## Història
Héristal, l'antic nom de la ciutat, era una ciutat fortificada que prengué el seu nom de la família Héristal, que va fundar la dinastia carolíngia. Pipí, senyor d'Héristal, Majordom del Palau durant el regnat de Thierry III, va ser el pare de Carles Martell, guanyador de la decisiva batalla de Tours que va aturar l'avenç musulmà cap al nord d'Europa. Carles Martell va ser l'avi de Carlemany, que també va néixer suposadament a Herstal.
La ciutat va ser incorporada més tard dins el ducat de Baixa Lotaríngia. El 1546, va unir-se al domini del príncep-bisbe del principat de Lieja.

## Economia

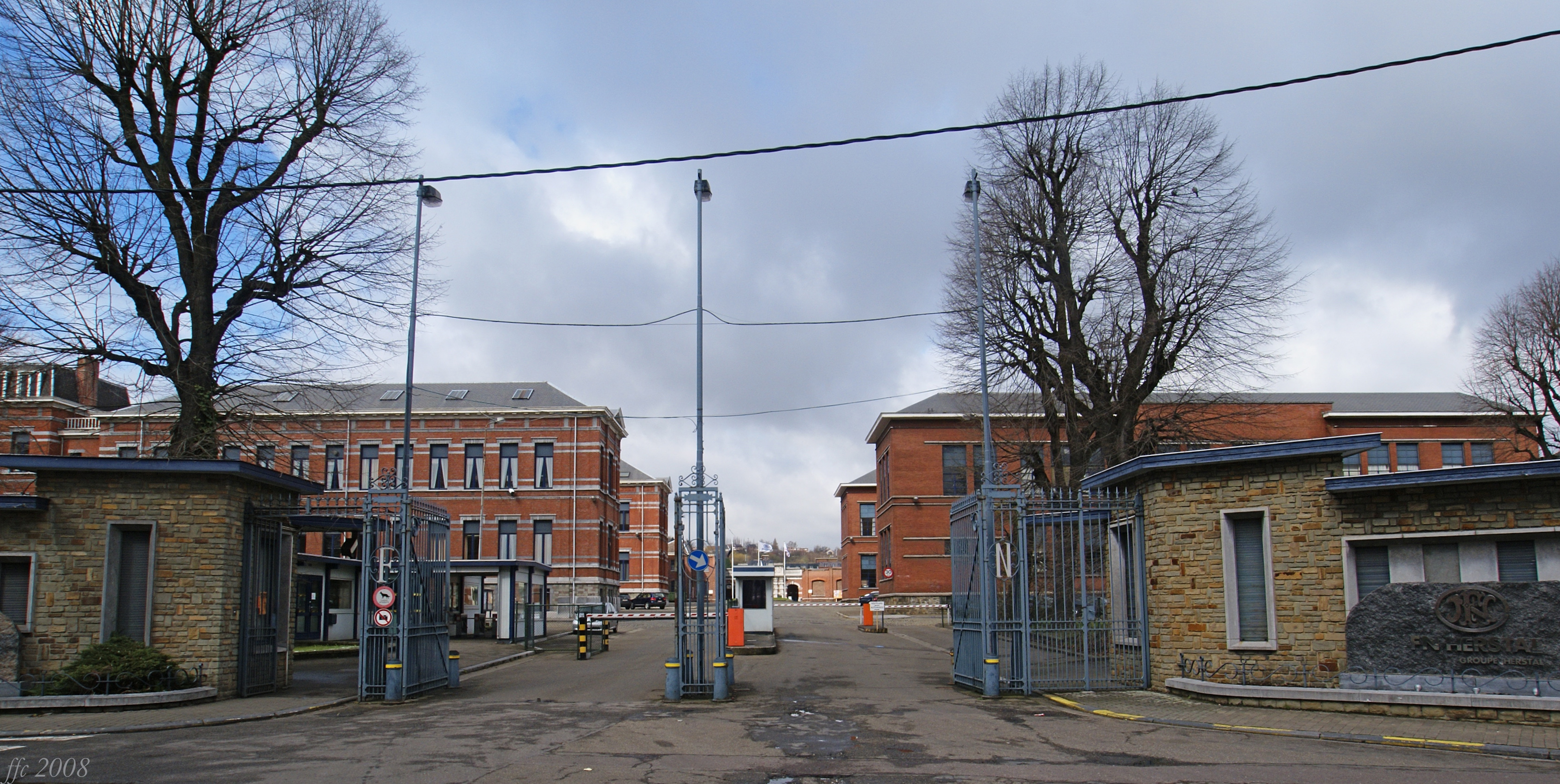
Entrada de la fàbrica d'armes FN

Des del segle xiv s'exploten mines de carbó, la metal·lúrgia i de la fabricació d'armes. Aquesta darrera indústria va esdevenir molt important al segle xvii. Al segle xix, uns fabricants d'armes van associar-se per a crear la Fabrique Nationale d'Armes de Guerre d'Herstal (trad.: Fàbrica nacional d'armes de guerra d'Herstal), més coneguda amb el seu nom abreujat FN i el seu braç d'armes esportius Browning. Tot i reduir-se després de les reestructuracions de la FN, el municipi sempre compta amb pimes molt especialitzades en mecànica de precisió, fabricants de molles. A l'altiplà es va crear un dels polígons industrials més importants de la província de Lieja, els Hauts Sarts.
L'agricultura (blat, fructicultura, vinyes i llúpol) i la piscicultura als marges del Mosa van ser important fins a la revolució industrial. Queda una certa activitat agricultural a l'altiplà, però el municipi va esdevenir residencial i els serveis (hospital, escoles…) van desenvolupar-se.
Al nucli de Liers, a la línia ferroviària Hasselt-Tongeren-Lieja es troba una estació de formació de la SNCB força important.

## Monuments i urbanisme

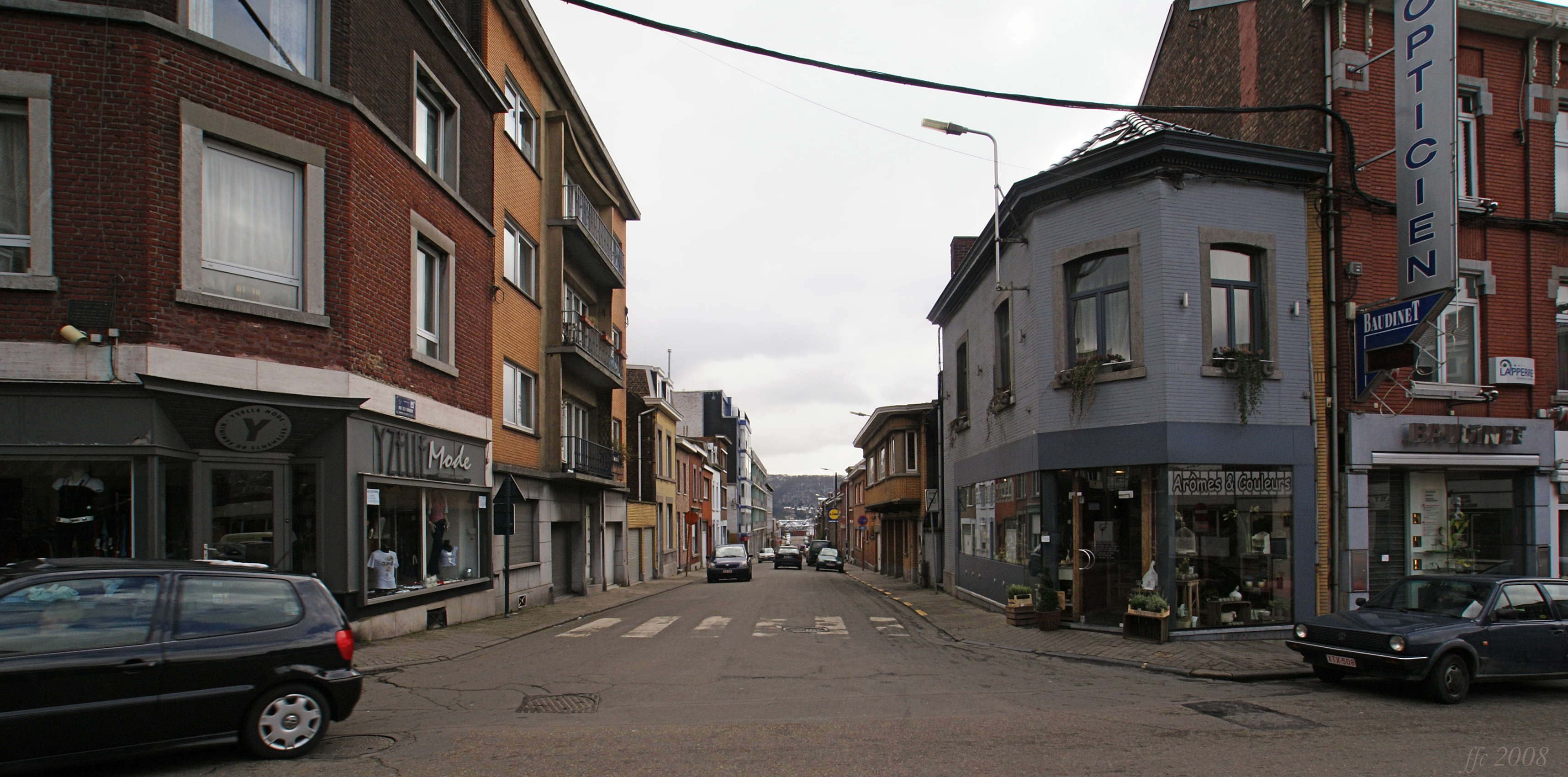
Un carrer típic del centre:
«rue des Mineurs»

Un urbanisme salvatge típic dels anys 60 del segle passat caracteritza el municipi, que no té gaire monuments i sempre concedeix tot l'espai públic al cotxe, com es veu a la plaça major «Place Jean Jaurès».

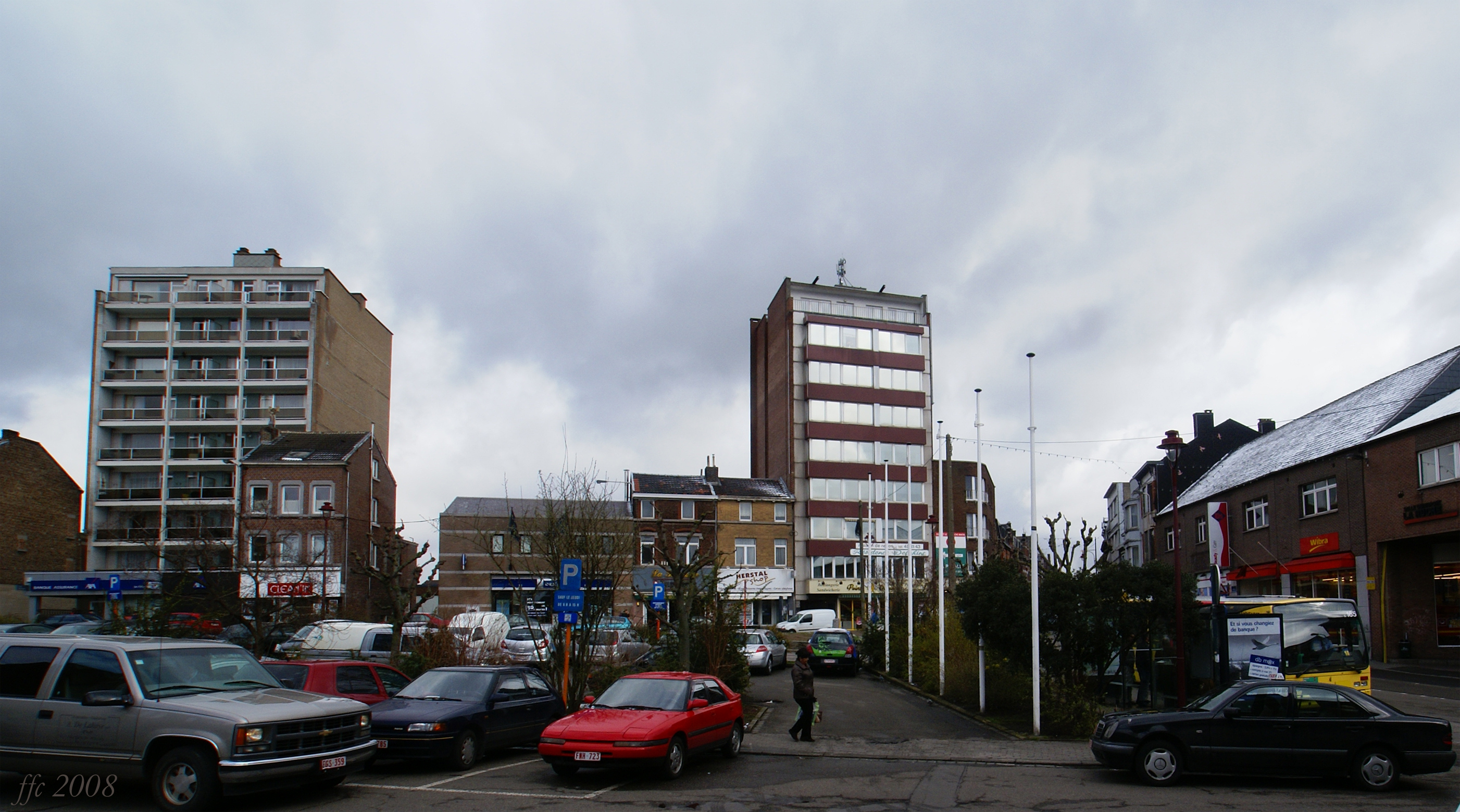
La plaça Jean Jaurès

- Museu Municipal (place Licourt 25): museu històric a l'antiga casa noble «de Lovinfosse» al qual s'exposen objectes i artefactes des de la prehistòria fins a l'àrea industrial.
- Capella Sant Oremus: oratori del segle xi, el més gran del municipi
- Església de la plaça Licourt
- Le Château Rouge (el castell vermell): antic castell, transformat en hospital municipal

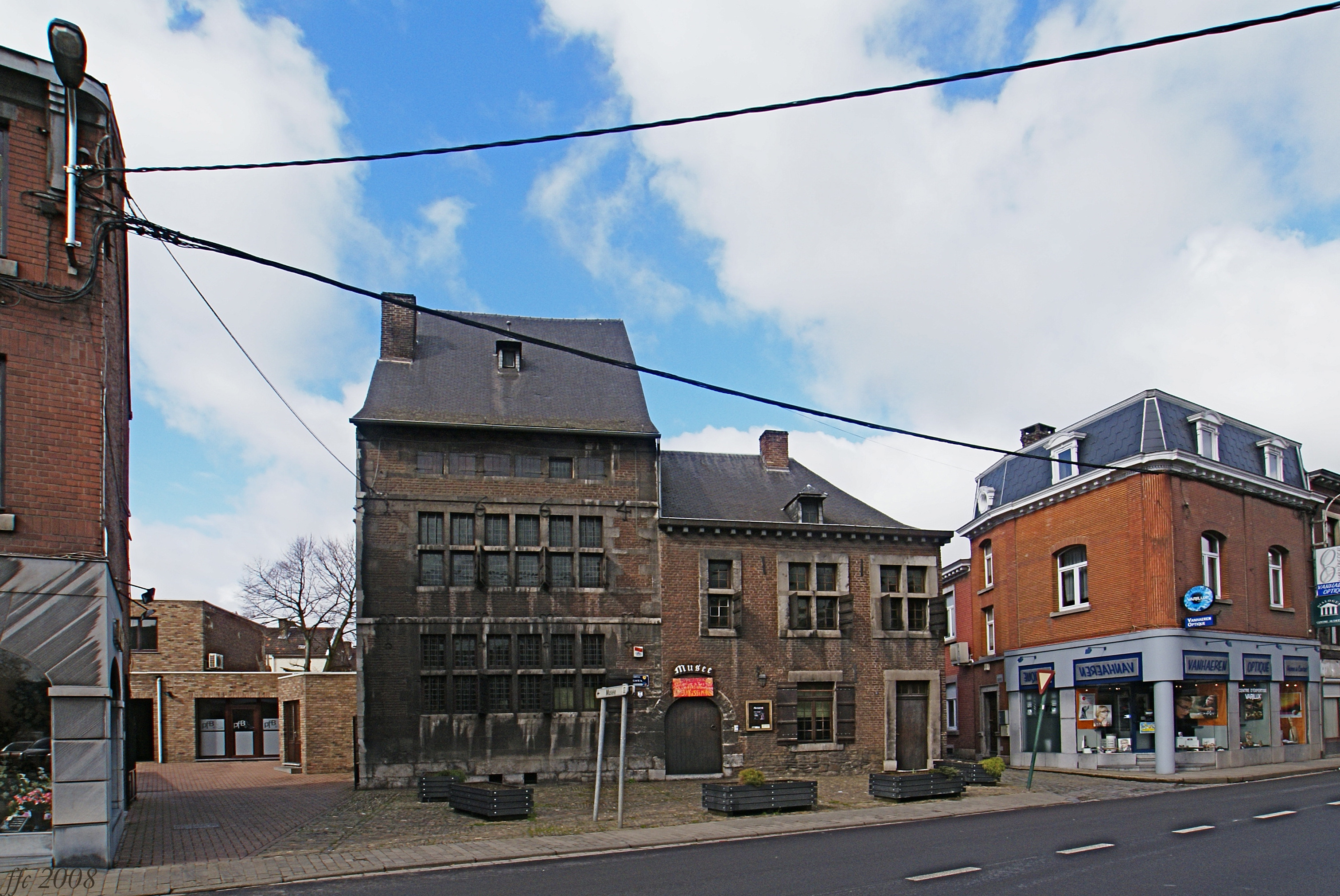
Museu municipal
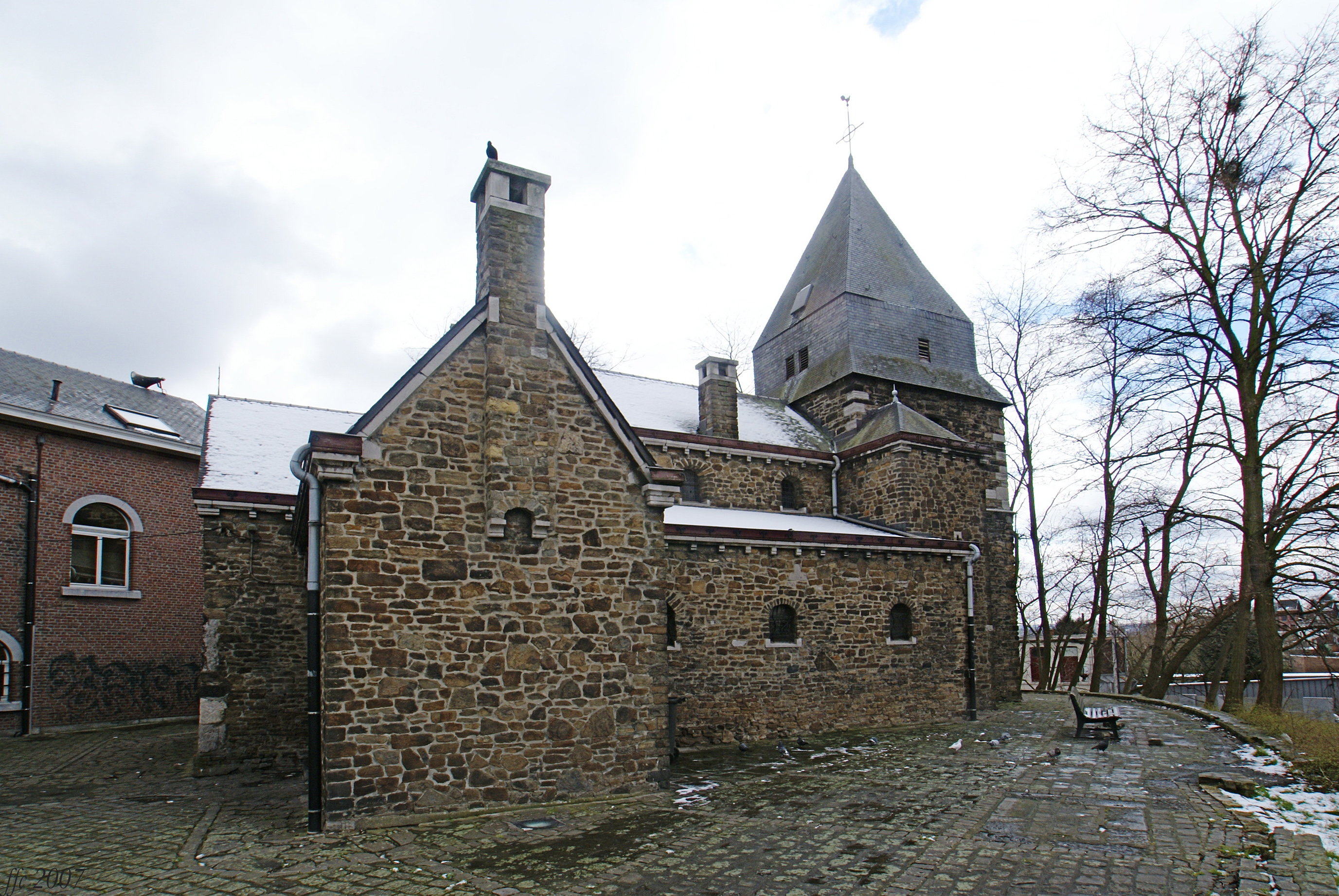
Capella Sant Oremus
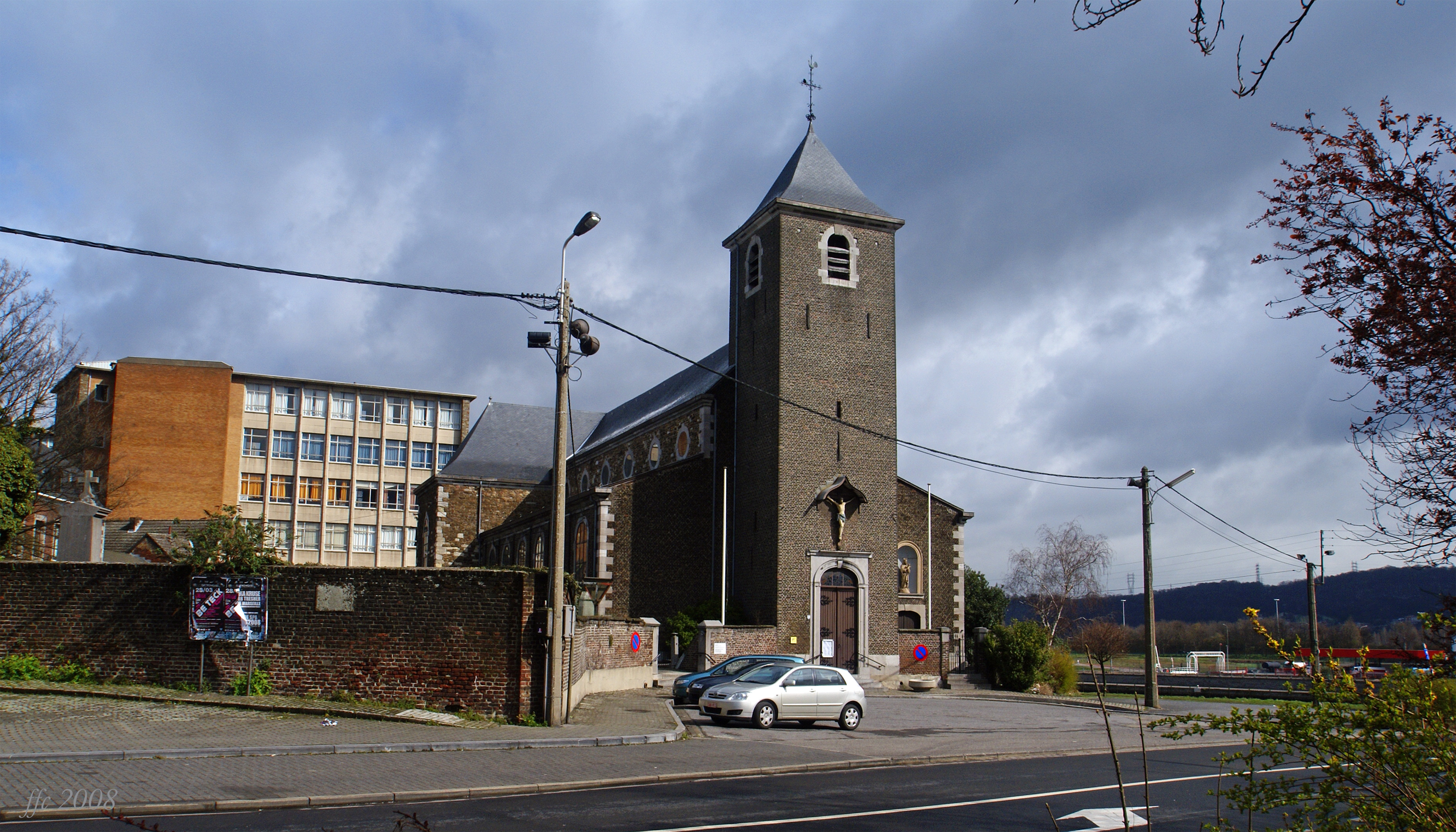
Escola secondari provincial IPES (a l'esquerra) Església de la plaça Licourt (a la dreta)
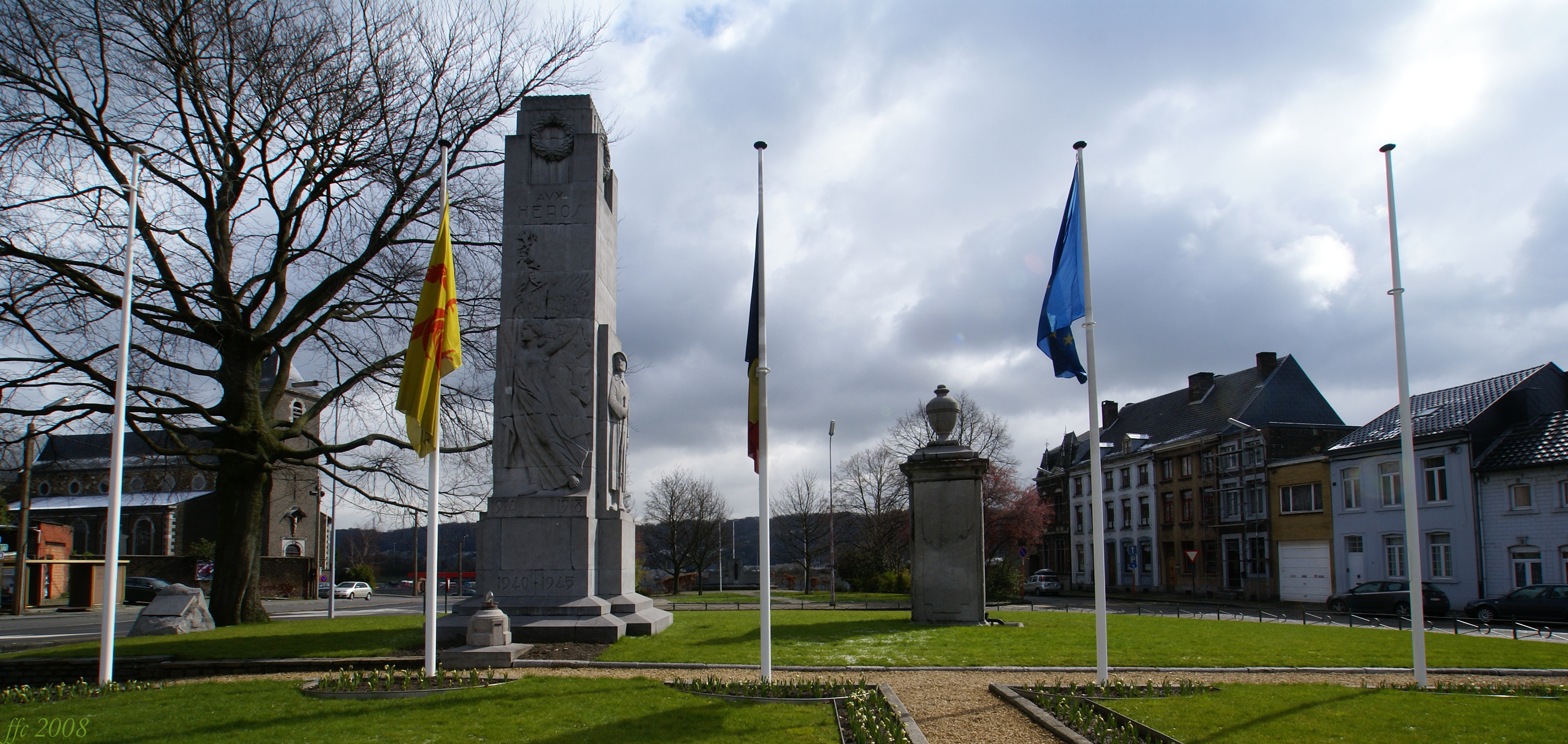
Place Licourt Monument als caiguts de les dues guerres mundials

## Persones il·lustres
- Pipí d'Héristal

## L'estació del ferrocarril Lieja-Hasselt

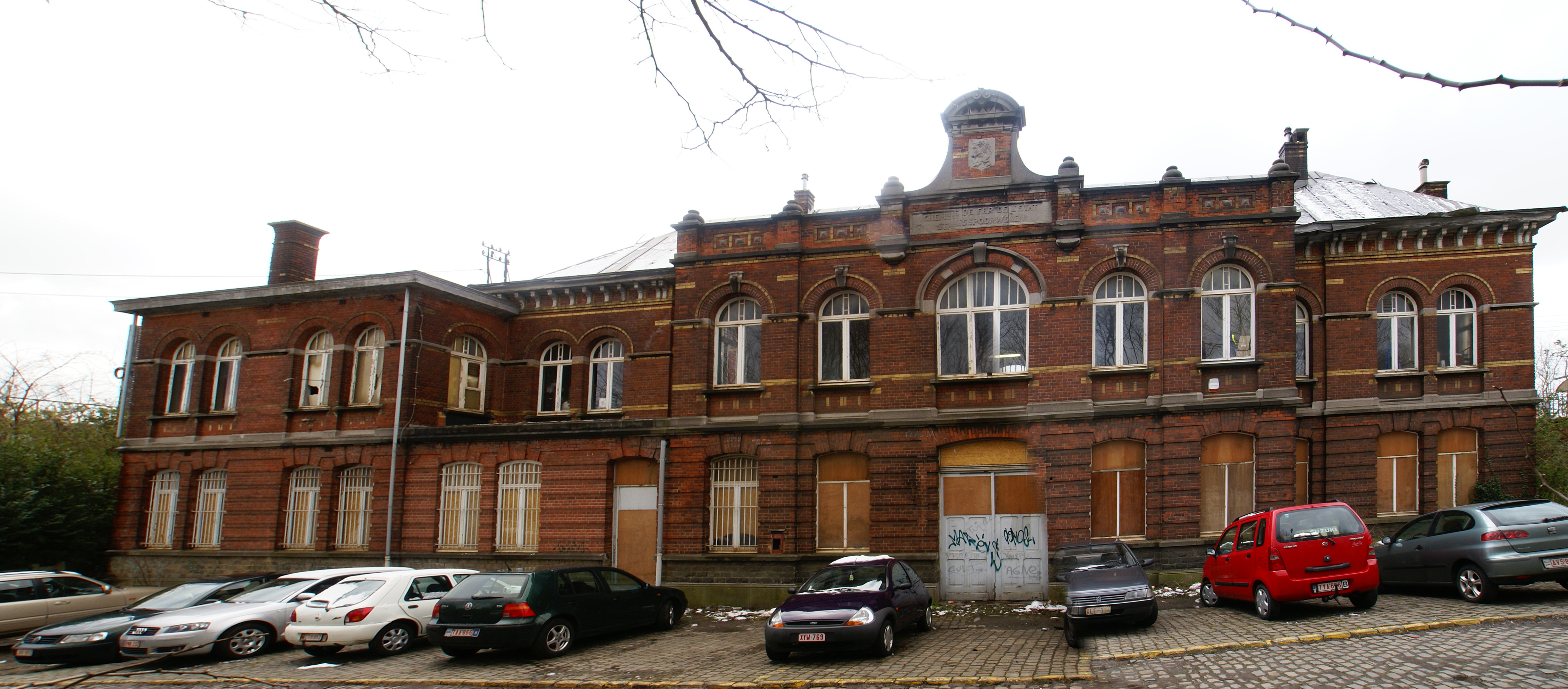
Façana principal de l'estació d'Herstal, costat carrer

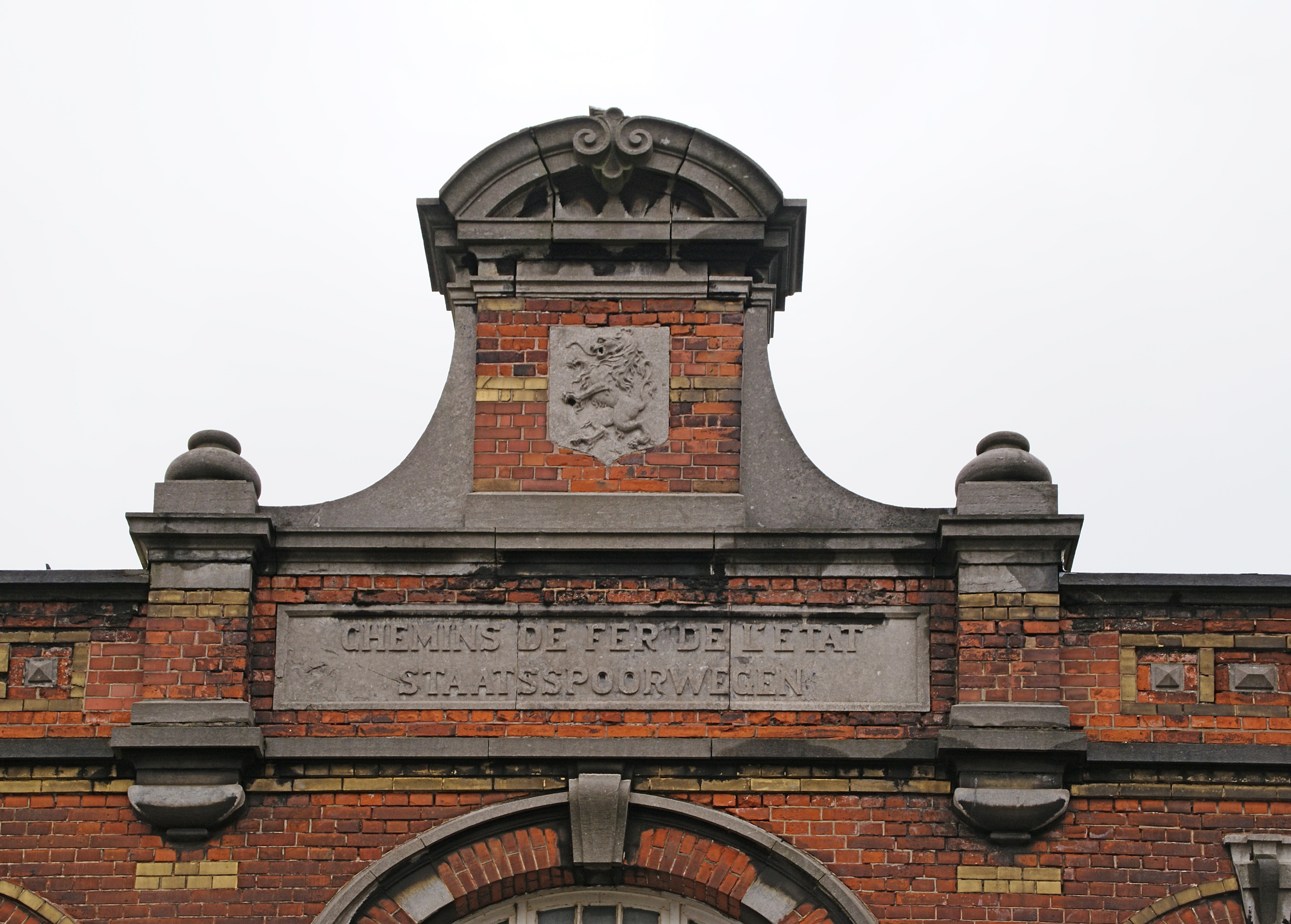
Detall del frontó amb el text bilingüe francès i neerlandès «Chemin de fer de l'Etat Staatsspoorwegen» (trad.: Ferrocarrils de l'estat, el predecessor de la NMBS)
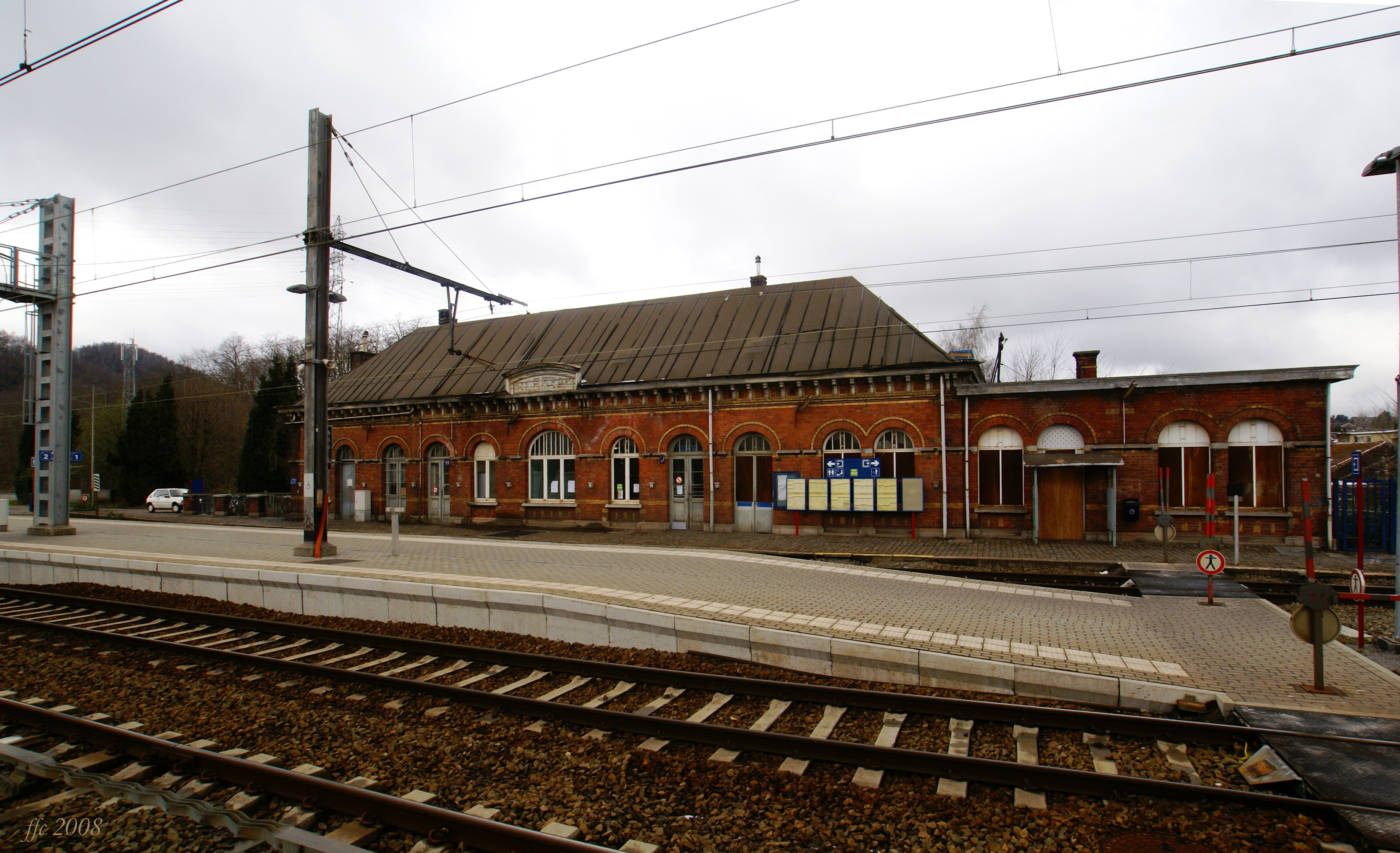
Façana costat de la via
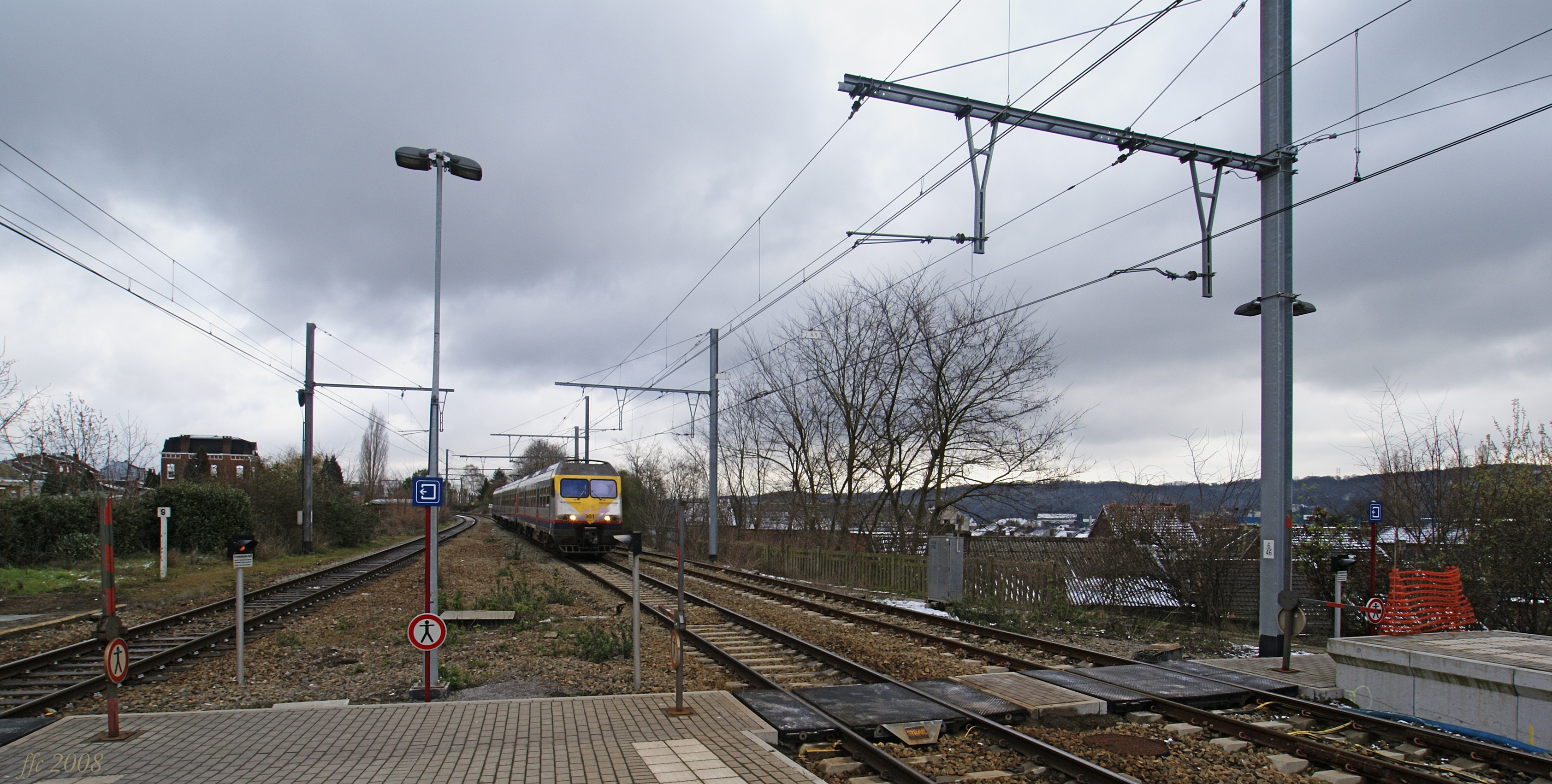
El tren 301 arriba des de Liers
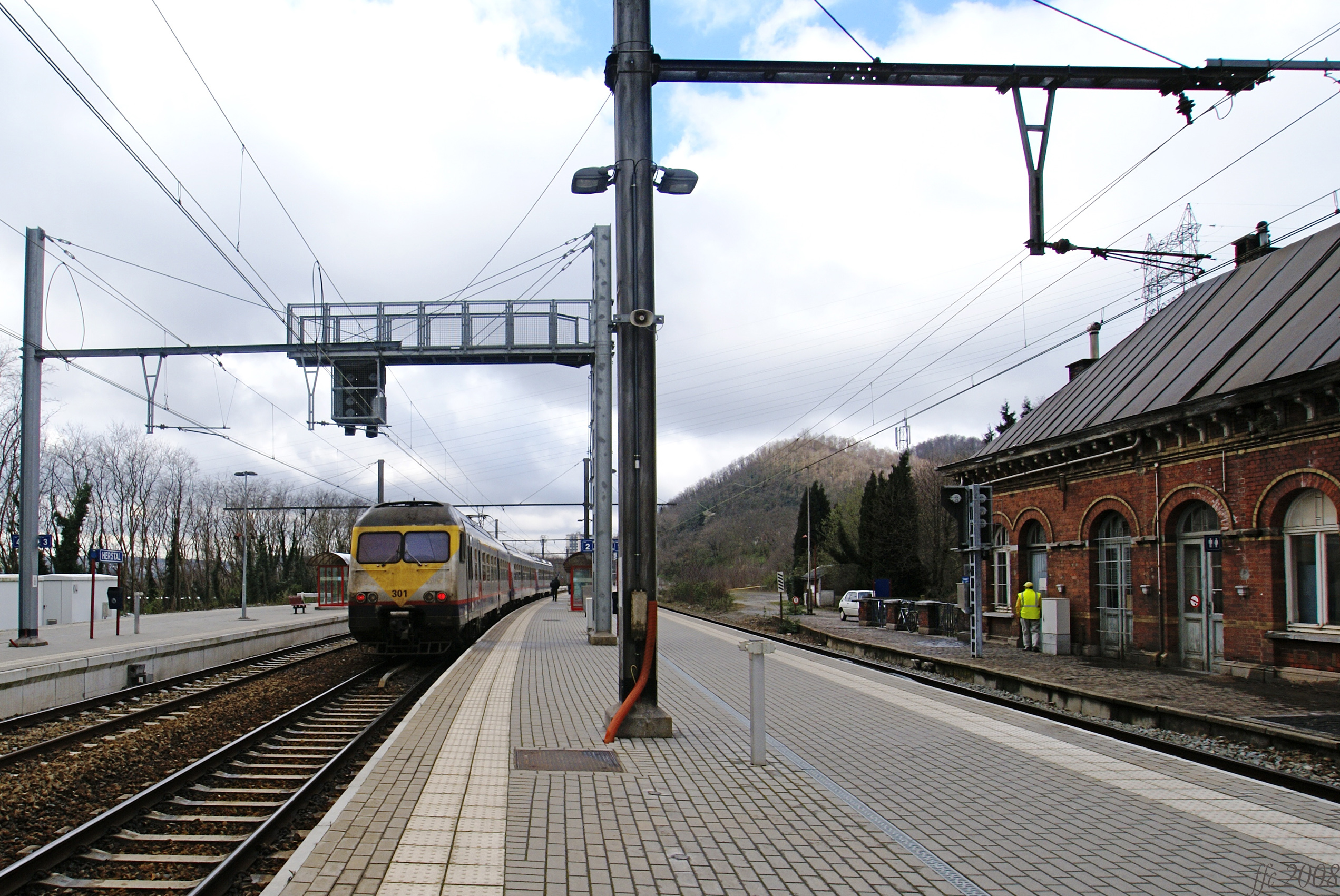
El tren 301 part per Lieja

## Nuclis
- Herstal
- Milmort
- Vottem
- Liers